# ابرخانواده ایمونوگلوبولین
ایمونوگلوبولینها دسته‌ای از مولکول‌های زیستی هستند که در سیستم ایمنی فعال هستند و با حرف اختصاری (Ig)نشان داده می‌شوند. ایمونوگلوبولین‌ها به‌طور اختصاصی علیه آنتی ژن‌ها یا پادگن‌ها ترشح می‌شوند و اگر برای آنتی ژنی ترشح شده باشد به آن آنتی بادی یا پادتن می‌گویند. بدن هر فرد ۱۰ به توان ۷-۹ مولکول آنتی بادی دارد.
ایمونوگلوبولین‌ها از نظر ساختمان سوم پروتئینی به شکل کروی هستند. به همین دلیل به آن‌ها ایمونوگلوبولین می‌گویند.از طرفی پس از الکتروفورز و جداسازی پروتئین‌های سرم خون به روش الکتروفورز، چهار بخش عمده در آن‌ها قابل تشخیص است که عبارت‌اند از: آلبومین و گلوبولین‌های آلفا، بتا و گاما. ایمونوگلوبولین بیشتر در منطقه گاما قرار می‌گیرند و از گاماگلوبولین‌ها هستند.
بیماری
کمبود این آنتی بادی می تواند ریسک ابتلا به برخی بیماری های تنفسی مانند ذات الریه و برونشیت و همینطور بروز عفونت در سینوس ها، گوش ها و چشم ها را افزایش دهد.

## تقسیم بندی ایمونوگلوبولین‌ها
ایمونوگلوبولین‌ها بر مبنای خواص فیزیکی، شیمیایی و ایمن‌شناختی به ۵ گروه عمده IgA، IgM، IgG، IgD، IgE تقسیم می‌شوند.
| نام | تعداد گونه | شرح | کمپلکس آنتی‌بادی                                                         |
| IgA | ۲          | در محیطهای مخاطی مانند کانال گوارشی٬ مجرای تنفسی و بخش‌های از سیستم تناسلی وجود دارد و از تجمع پاتوژن(عامل بیماری‌زا) جلوگیری می‌کند. همچنین در بزاق٬ اشک و شیر مادر وجود دارد.                            | Some antibodies form complexes that bind to multiple antigen molecules. |
| IgD | ۱          | عمدتاً به‌صورت یک گیرنده و ریسیور آنتی‌ژن بر روی سلول‌های بی عمل می‌کند. و در فعال نمودن بازوفیل‌ها و ماست‌سل برای تولید فاکتورهای ضد میکروبی نقش دارند.                                                       | Some antibodies form complexes that bind to multiple antigen molecules. |
| IgE | ۱          | با پیوند به آلرژن(عامل حساسیت‌زا) باعث آزاد شدن هیستامین از ماست‌سل و بازوفیل می‌شود و علائم آلرژی پدید می‌آید. در کنار آن وظیفه حفاظت در مقابل برخی کرم‌های انگلی را به‌عهده دارد.                           | Some antibodies form complexes that bind to multiple antigen molecules. |
| IgG | ۴          | با ۴ فرم مختلف وظیفه تأمین ایمنی(برپایه آنتی‌بادی) در مقابل پاتوژن‌ها را دارد. این ایمنوگلوبولین تنها پادتن(آنتی‌بادی) است که توانایی عبور از جفت و تأمین ایمنی جنین را دارا می‌باشد.                       | Some antibodies form complexes that bind to multiple antigen molecules. |
| IgM | ۱          | ساخته شده در لنفوسیت بی با پیوندپذیری بالا. از اولین واکنش‌های ایمنی هومورال٬ ضد عامل بیماری‌زا می‌باشد و تا زمانی‌که سکان ایمنی بدن به گاماگلوبولین تحویل داده می‌شود٬ گلوبولین ام به اجرای وظیفه می‌پردازد. | Some antibodies form complexes that bind to multiple antigen molecules. |

## ساختار ایمونوگلوبولین‌ها
ایمونوگلوبولین‌ها با وجود تنوع ساختاری اغلب از چهار دسته پروتئینی تشکیل شده‌اند که به شکل ساختار "Y" به یکدیگر پیوند یافته‌اند. دو رشته کوتاهتر را رشته‌ها یا زنجیره‌های سبک (L) می‌نامند که با پیوند کووالانسی به انشعابات رشته‌ها یا زنجیره‌های درازتر سنگین (H) متصل می‌شوند. اختصاصی بودن نقاط اتصال به‌وسیله ترتیب قرار گرفتن آمینواسیدها در بخش متغیر هر دو رشته H و L تعیین می‌شود.
تعداد نقاط اتصال بر روی پادتن، تعیین‌کننده ظرفیت آن است و هر قدر ظرفیت پادتن بیشتر باشد، تعداد بیشتری مولکول پادگن می‌توانند به آن متصل شوند. ایمونوگلوبین G که رایج‌ترین گروه پادتنهاست و ۸۰٪ ایمونوگلوبولین موجود در خون را تشکیل می‌دهد، دو ظرفیتی بوده و قادر به عبور از جفت و انتقال به جنین است. این پادتن‌ها به محافظت از جنین کمک می‌کنند. ایمونوگلوبین G منحصراً در خون یافت می‌شود، ولی ایمونوگلوبین A در تمام مایعات بدن از جمله آب دهان، اشک، شیر، شیره معده و ترشحات مخاطی دستگاه تنفسی و تناسلی وارد می‌شود. این مولکول در خون نیز وجود دارد، ولی ساختار آن در خون اندکی با ساختارش در مایعات بدن متفاوت است.
ایمونوگلوبولین‌ها بیشتر از پروتئین تشکیل شده‌اند (۸۲٪ الی ۹۶٪) و مقداری هم قند و کربوهیدرات دارند (۴٪ الی ۱۸٪) و پس می‌شود گفت جنس آن‌ها گلیکو پروتئین است. ایمونوگلوبولین‌ها در بیشتر مایعات بدن یعنی از خون و پلاسما گرفته تا حتی تراوش‌های بیرونی بدن وجود دارند.